# ماديرا (كاليفورنيا)
ماديرا (بالإنجليزية: Madera)‏ هي إحدى مدن مقاطعة ماديرا، كاليفورنيا. تم إعطاءها لقب مدينة في 27 مارس، 1907.

## التركيبة السكانية
حدّد مكتب تعداد الولايات المتحدة بيانات التركيبة السكانية لماديرا في تعداد الولايات المتحدة. في ما يلي، التركيبة السكانية حسب تعدادي 2000 و2010.

### تعداد عام 2000
بلغ عدد سكان ماديرا 43,207 نسمة بحسب تعداد عام 2000، وبلغ عدد الأسر 11,978 أسرة وعدد العائلات 9,435 عائلة مقيمة في المدينة. في حين سجلت الكثافة السكانية 1,012.6 نسمة لكل كيلومتر مربع (2,622.6/ميل2). وبلغ عدد الوحدات السكنية 12,521 وحدة بمتوسط كثافة قدره 293.4 لكل كيلومتر مربع (759.9/ميل2).
وتوزع التركيب العرقي للمدينة بنسبة 48.15% من البيض و3.85% من الأمريكيين الأفارقة و2.79% من الأمريكيين الأصليين و1.43% من الأمريكيين ذوي الأصول الآسيوية و0.10% من سكان جزر المحيط الهادئ و38.01% من الأعراق الأخرى و5.66% من عرقين مختلطين أو أكثر و67.75% من الهسبانيون أو اللاتينيون من أي عرق.
بلغ عدد الأسر 11,978 أسرة كانت نسبة 54% منها لديها أطفال تحت سن الثامنة عشر تعيش معهم، وبلغت نسبة الأزواج القاطنين مع بعضهم البعض 53.7% من أصل المجموع الكلي للأسر، ونسبة 17.5% من الأسر كان لديها معيلات من الإناث دون وجود شريك،  بينما كانت نسبة 7.5% من الأسر لديها معيلون من الذكور دون وجود شريكة وكانت نسبة 21.2% من غير العائلات. تألفت نسبة 16.8% من أصل جميع الأسر من عدة أفراد يعيشون في نفس المنزل ونسبة 7.9% كانت تتألف من شخص يعيش بمفرده يبلغ من العمر 65 عاماً أو أكثر. وبلغ متوسط حجم الأسرة المعيشية 3.57، أما متوسط حجم العائلات فبلغ 3.90.
بلغ العمر الوسطي للسكان 26.2 عاماً. وكانت نسبة 35.4% من القاطنين تحت سن الثامنة عشر، وكانت نسبة 12.4% بين الثامنة عشر والرابعة والعشرين عاماً، ونسبة 28.1% كانت واقعةً في الفئة العمرية ما بين الخامسة والعشرين والرابعة والأربعين عاماً، ونسبة 14.7% كانت ما بين الخامسة والأربعين والرابعة والستين، ونسبة 8.4% كانت ضمن فئة الخامسة والستين عاماً فما فوق. يوجد لكل 100 أنثى 102.8 ذكر، ويوجد لكل 100 أنثى في الثامنة عشر من عمرها فما فوق 101.0 ذكر.
بلغ متوسط دخل الأسرة في المدينة 31,033 دولارًا، أما متوسط دخل العائلة فبلغ 31,927 دولارًا. وكان متوسط دخل الذكور 29,776 دولارًا مقابل 23,210 دولارًا للإناث. وسجل دخل الفرد الخاص بالمدينة 11,674 دولارًا. وكانت نسبة 25.6% من العائلات ونسبة 32.5% من السكان تحت خط الفقر، وكان من هؤلاء نسبة 40.5% تحت سن الثامنة عشر ونسبة 12.7% في الخامسة والستين من العمر وما فوق.

### تعداد عام 2010
بلغ عدد سكان ماديرا 61,416 نسمة بحسب تعداد عام 2010، وبلغ عدد الأسر 15,938 أسرة وعدد العائلات 12,888 عائلة مقيمة في المدينة. في حين سجلت الكثافة السكانية 1,439.3 نسمة لكل كيلومتر مربع (3,727.8/ميل2). وبلغ عدد الوحدات السكنية 17,049 وحدة بمتوسط كثافة قدره 399.6 لكل كيلومتر مربع (1,035.0/ميل2).
وتوزع التركيب العرقي للمدينة بنسبة 49.89% من البيض و3.37% من الأمريكيين الأفارقة و3.15% من الأمريكيين الأصليين و2.23% من الأمريكيين ذوي الأصول الآسيوية و0.12% من سكان جزر المحيط الهادئ و36.80% من الأعراق الأخرى و4.45% من عرقين مختلطين أو أكثر و76.69% من الهسبانيون أو اللاتينيون من أي عرق.
بلغ عدد الأسر 15,938 أسرة كانت نسبة 56.5% منها لديها أطفال تحت سن الثامنة عشر تعيش معهم، وبلغت نسبة الأزواج القاطنين مع بعضهم البعض 53.5% من أصل المجموع الكلي للأسر، ونسبة 18.3% من الأسر كان لديها معيلات من الإناث دون وجود شريك،  بينما كانت نسبة 9.1% من الأسر لديها معيلون من الذكور دون وجود شريكة وكانت نسبة 19.1% من غير العائلات. تألفت نسبة 14.9% من أصل جميع الأسر من عدة أفراد يعيشون في نفس المنزل ونسبة 6.8% كانت تتألف من شخص يعيش بمفرده يبلغ من العمر 65 عاماً أو أكثر. وبلغ متوسط حجم الأسرة المعيشية 3.82، أما متوسط حجم العائلات فبلغ 4.09.
بلغ العمر الوسطي للسكان 26.6 عاماً. وكانت نسبة 34.7% من القاطنين تحت سن الثامنة عشر، وكانت نسبة 12.6% بين الثامنة عشر والرابعة والعشرين عاماً، ونسبة 28.1% كانت واقعةً في الفئة العمرية ما بين الخامسة والعشرين والرابعة والأربعين عاماً، ونسبة 16.9% كانت ما بين الخامسة والأربعين والرابعة والستين، ونسبة 7.6% كانت ضمن فئة الخامسة والستين عاماً فما فوق. وتوزع التركيب الجنسي للسكان بنسبة 51% ذكور و49% إناث.

## أعلام
- بوب باديلا
- لي إيفانز
- روبرت بيتر أغيلار
- رالي رودس
- دواين كرامب
- هال كيمب
- توني رومانو
- روي زيمرمان